# Glamorgan (Trinidad y Tobago)
Glamorgan es una localidad de Trinidad y Tobago, que forma parte de la parroquia de St. Mary.

## Geografía
La localidad abarca parte de la isla de Tobago y limita al norte con Parlatuvier y Bloody Bay (localidad perteneciente a la parroquia de St. John), al sur con el océano Atlántico, al este con Argyle-Kendal y Belle Gardens (ambas localidades pertenecientes a la parroquia de St. Paul y al oeste con Pembroke.

## Demografía
Datos demográficos de la localidad de Glamorgan:
| Gráfica de evolución demográfica de Glamorgan entre 2000 y 2011 |
|                                                                 |